# Santa Rita (Coclé)
Santa Rita ist ein Corregimiento des Bezirks Antón in der Provinz Coclé in Panama. Bei der Volkszählung im Jahr 2023 hatte es 2830 Einwohner. Das Corregimiento erstreckt sich über eine Fläche von 43,4 km².

## Bevölkerung
Die folgende Tabelle zeigt die Bevölkerung des Corregimientos Santa Rita, wie es in den Volkszählungen 2000, 2010 und 2023 erfasst wurde.
| Jahr         | 2000 | 2010 | 2023 |
| ------------ | ---- | ---- | ---- |
| Einwohner    | 2368 | 2562 | 2830 |
| davon Männer | 1260 | 1322 | 1444 |
| davon Frauen | 1108 | 1240 | 1386 |

## Orte
Im Corregimiento Santa Rita befinden sich folgende Orte:
- Bella Florida
- Buenos Aires
- Caballerito
- Cabecera de Río Chico
- Cerro Gordo
- La Granadilla
- Las Peñitas
- Llano Grande
- Llano Grande No.1
- Los Aguilares
- Los Alonso
- Los González
- Los Pérez
- Los Reyes No.1
- Los Sánchez
- Piedra Amarilla
- Pueblo Nuevo
- Quebrada Grande
- San José No.1
- Santa Rita
- Santa Rita Abajo